# 格比杜姆峰
46°16′9.9″N 7°56′10.3″E / 46.269417°N 7.936194°E

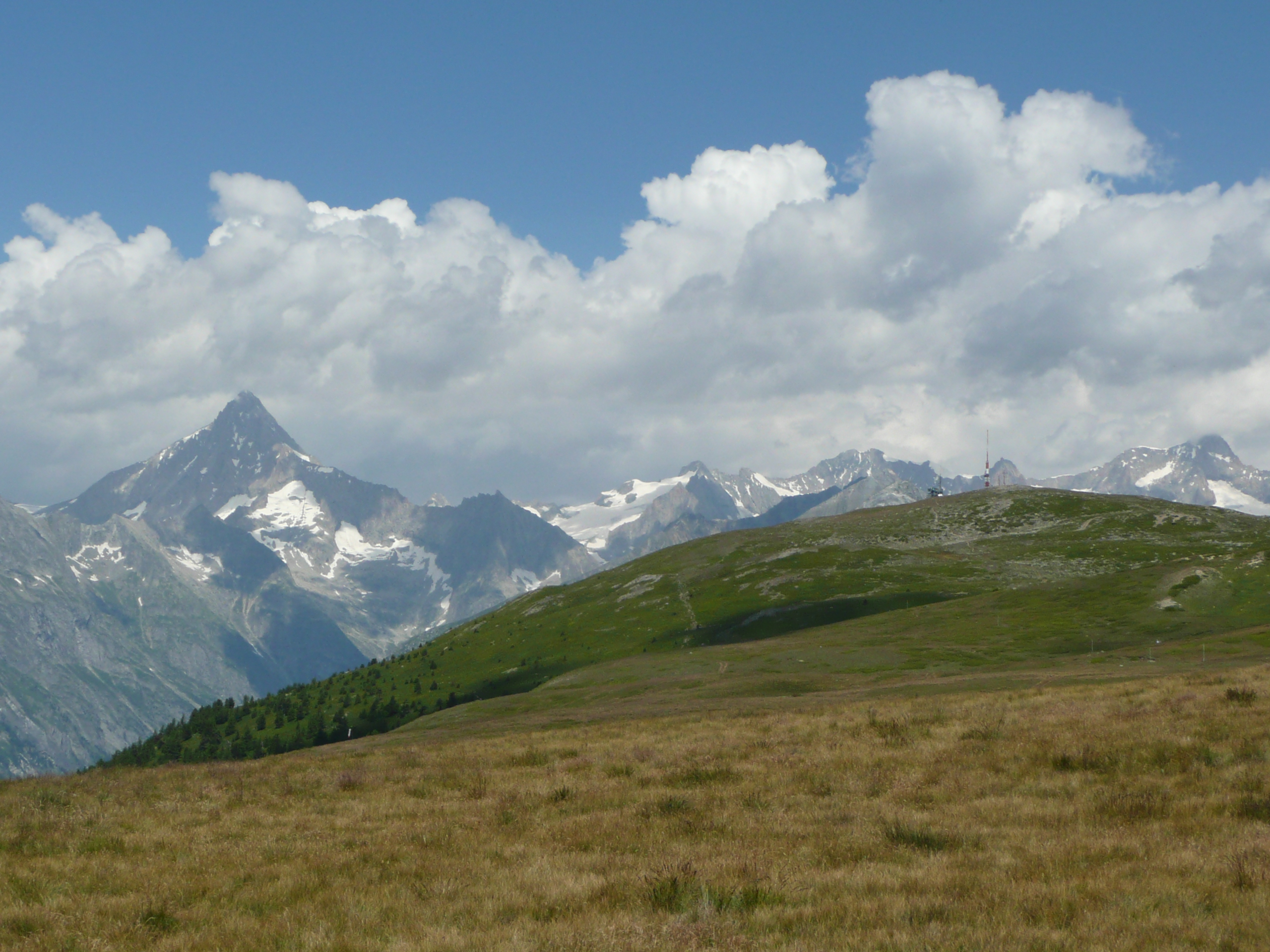
格比杜姆峰的图片。

格比杜姆峰（Gebidum），是瑞士一座的山峰。该山峰位於該國南部，由瓦萊州負責管轄，屬於本寧阿爾卑斯山脈的一部分。它的海拔高度为2,317米，而每年平均降雨量为1,585毫米。

## 外部連結
- Gebidum on Hikr （页面存档备份，存于）

1. ↑  . LINE旅遊.   [2025-03-24]. （原始内容存档于2025-03-24）.